# Mistrzostwa Czech w Boksie 2013
Mistrzostwa Czech w Boksie 2013 – zawody bokserskie, w których udział mogą brać zawodnicy pochodzący z Czech. Zawody trwały od 6 do 8 grudnia w mieście Jiczyn, a zawodnicy rywalizowali w ośmiu kategoriach wagowych.

## Medaliści
| Kategoria wagowa                | Złoto            | Srebro             | Brąz                              |
| Waga kogucia (- 56 kg.)         | Erik Huliev      | Garnik Harutyunyan | Martin Stehlík Ruslan Sachaldajev |
| Waga lekka (- 60 kg.)           | Patrik Velký     | Ondřej Schilder    | Štěpán Pitra Jakub Chval          |
| Waga lekkopółśrednia (- 64 kg.) | Zdeněk Chládek   | Miroslav Šerban    | Ján Korec Viktor Agateljan        |
| Waga półśrednia (- 69 kg.)      | Patrik Kliment   | Vladimír Lengál    | Mário Baláž Lukáš Plzák           |
| Waga średnia (- 75 kg.)         | Michal Vodárek   | Josef Pavliš       | Patrik Hejl Emil Kocvelda         |
| Waga półciężka (- 81 kg.)       | Stanislav Stárek | Tomáš Bezvoda      | David Hunanyan Jan Mužík          |
| Waga ciężka (- 91 kg.)          | Daniel Táborský  | Tomáš Vaněček      | David Hošek Kamil Beníček         |
| Waga super-ciężka (+ 91 kg.)    | Stanislav Bártek | Dominik Musil      | Pavel Šour Rudolf Helešic         |